# Esquadrão N.º 201 da RAF
O Esquadrão N.º 201 da Real Força Aérea, até março de 2010, operava o Nimrod MR2, baseado em RAF Kinloss, Moray. É o único esquadrão afiliado a Guernsey, nas Ilhas do Canal. Esta afiliação começou em 1935 e é comemorada no museu do Castelo Cornet. A sua história vai ainda mais longe do que a própria RAF, sendo originalmente formado como o Esquadrão N.º 1 RNAS em 17 de outubro de 1914. O esquadrão será activado novamente novamente em 2021 como o segundo esquadrão equipado com a aeronave P-8A Poseidon de guerra anti-submarina (ASW).